# Bateau-Lavoir

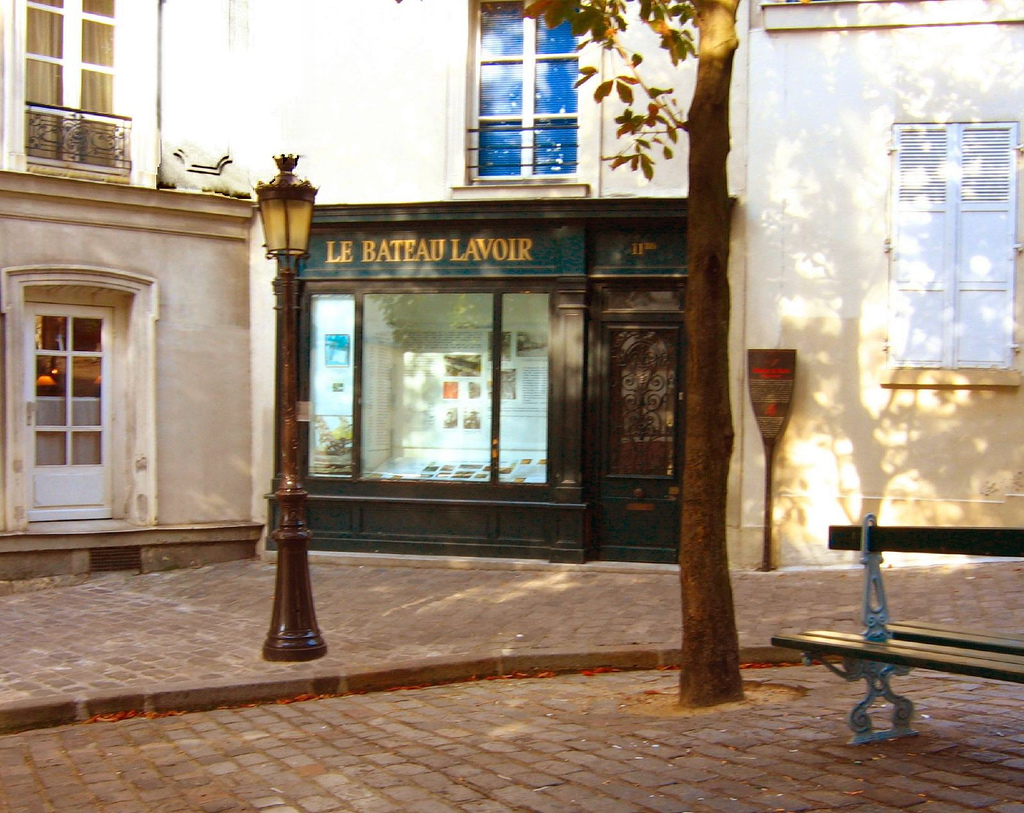
Fachada de Bateau-Lavoir.

El Bateau-Lavoir es un inmueble situado en el barrio de Montmartre, en el distrito 18 de París. Es sobre todo conocido por haber sido, a principios del siglo XX, lugar de residencia y de reunión de numerosos pintores y escritores. En 1970 sufrió graves daños a consecuencia de un incendio (en la actualidad sólo queda la fachada del edificio original) y fue reconstruido para emplearlo como alojamiento de artistas extranjeros. Conocido al principio como La casa del trampero, fue rebautizado por Pablo Picasso y sus compañeros en 1904 como Bateau-Lavoir (barco-lavadero) porque su estructura de madera recordaba a los barcos amarrados a las orillas del Sena y utilizados como lavaderos.
Estaba situado en el número 13 de la calle Ravignan (antigua calle Émile Goudeau) y el primer artista en instalarse en él, en 1892, fue Maxime Maufra. El lugar se convirtió rápidamente en un lugar de encuentro de artistas, entre los que destacaba la presencia de Paul Gauguin. Entre 1900 y 1904 fue ocupado por dos grupos de artistas, el de los italianos, agrupados en torno a Ardengo Soffici, y el de los españoles, encabezados por Paco Durrio. Picasso llegó en 1904, al final de su período azul, para comenzar su período rosa (vivió allí hasta 1909 y conservaría un taller hasta 1912).  Andrés Salmón llegó el mismo año. Otros habitantes contemporáneos eran Kees Van Dongen, Juan Gris, Constantin Brancusi, Amedeo Modigliani, Pierre Mac Orlan, Max Jacob... En 1907 se expone allí por primera vez el cuadro de Picasso Las señoritas de Avignon. En 1908 se celebró un banquete memorable en honor del aduanero Rousseau. A partir de la Primera Guerra Mundial, el edificio fue perdiendo animación en beneficio del barrio de Montparnasse.
Entre las muchas personas que solían frecuentar el lugar estaban Henri Matisse, Georges Braque, Fernand Léger, André Derain, Raoul Dufy, Maurice Utrillo, Jean Metzinger, Louis Marcoussis, Guillaume Apollinaire, Alfred Jarry, Jean Cocteau, Raymond Radiguet, Gertrude Stein, Charles Dullin, Harry Baur, Ambroise Vollard, etc.